# Přišimasy
Přišimasy település Csehországban, a Kolíni járásban. Přišimasy Úvaly, Škvorec, Mrzky, Tismice, Tuklaty és Hradešín településekkel határos. Lakosainak száma 898 fő (2024. január 1.).

## Népesség
A település lakosságának változását az alábbi diagram mutatja:
| Lakosok száma | 649  | 806  | 878  | 705  | 490  | 445  | 808  | 814  | 851  | 898  |
|               | 1869 | 1890 | 1921 | 1950 | 1980 | 2001 | 2017 | 2019 | 2022 | 2024 |